# Carlo Miranda
Carlo Miranda (Napoli, 15 agosto 1912 – Napoli, 28 maggio 1982) è stato un matematico italiano.

## Biografia
Originario di Frattamaggiore, fu considerato un bambino prodigio. Dopo la maturità classica, conseguita a soli 15 anni, si iscrisse al corso di laurea in matematica della Facoltà di Scienze dell'Università di Napoli, dove, allievo di Mauro Picone, si laureò il 16 luglio 1931, non ancora diciannovenne, summa cum laude e con pubblicazione della tesi. Nel 1933 conseguì la libera docenza in analisi matematica e, dopo un biennio di studio trascorso a Parigi, a soli venticinque anni vinse la cattedra universitaria che lo portò a insegnare all'Università di Genova, al Politecnico di Torino e, dal 1943, a Napoli. Insieme con Renato Caccioppoli rinnovò l'Istituto matematico napoletano, ridisegnandone l'organizzazione e la struttura, rilanciando la rivista Giornale di matematiche fondata da Giuseppe Battaglini, creando la nuova rivista Ricerche di Matematica e avviando alla ricerca molti giovani, tra i quali Federico Cafiero, Carlo Ciliberto, Donato Greco, Guido Stampacchia, Antonio Avantaggiati, Franco Stoppelli e Francesco Vincenzo Guglielmino.
Si occupò di equazioni integrali, di equazioni alle derivate parziali di tipo ellittico, di sviluppi in serie e delle loro applicazioni, di funzioni armoniche e teoria del potenziale, e, più in generale, di applicazioni dell'analisi funzionale al calcolo delle variazioni e a problemi di fisica matematica. 
Mantenne sempre forti legami con il suo maestro Mauro Picone e il suo Istituto Nazionale per le Applicazioni del Calcolo (INAC) di Roma: era lo stesso Picone che ne aveva grande stima e "ne ricercava in ogni occasione possibile l'intervento «provvidenziale» in virtù dei «geniali accorgimenti» di cui lo riteneva capace".
Fu preside della Facoltà di Scienze dell'università partenopea dal 1956 al 1968 e vicepresidente dell'Unione matematica italiana (UMI) dal 1958 al 1964. 
Fu socio corrispondente dell'Accademia delle Scienze di Torino per la Classe di Scienze fisiche, matematiche e naturali, dal 28 febbraio 1940 e socio nazionale (non residente) dal 1979. Fu eletto socio dell'Accademia Nazionale dei Lincei nel 1968.

## Riconoscimenti
- nel 1954 vinse il premio Urania del Comune di Napoli
- nel 1960 gli fu conferita la Medaglia d'oro dei benemeriti della Scienza della Cultura e dell'Arte[6]
- nel 1961 ricevette il Premio del Presidente della Repubblica dell'Accademia Nazionale dei Lincei[6].

L'Accademia di Scienze Fisiche e Matematiche di Napoli ha istituito a suo nome un premio riservato a giovani analisti italiani studiosi delle equazioni ellittiche. 
Sono a lui intitolati anche la biblioteca del Dipartimento di matematica dell'Università Federico II di Napoli e il Liceo Scientifico-Linguistico di Frattamaggiore.

## Pubblicazioni

### Trattatistica
Fu noto, inoltre, per le doti di autore di trattati di matematica di altissimo livello e grande successo, nei quali si dispiegava la sua "competenza tecnica", l'ampiezza e l'aggiornamento della sua cultura matematica, la limpidezza della sua esposizione. 
Tra le sue trattazioni più influenti, vi è il volume Problemi di esistenza in analisi funzionale, pubblicato nel 1949 tra i Quaderni della Scuola normale superiore di Pisa, in cui si raccoglievano i seminari da lui tenuti l'anno precedente in Normale: si tratta di un'opera che "si segnala [...] per le sue doti eccezionali di chiarezza, di eleganza e di sintesi", attraverso la quale molti studiosi italiani (come Antonio Ambrosetti e Giovanni Prodi) poterono confrontarsi con la conoscenza delle idee di Luitzen Brouwer, Juliusz Paweł Schauder, Jean Leray, Renato Caccioppoli. 
Altro trattato di successo fu una monografia, "di notevole pregio", sulle equazioni a derivate parziali di tipo ellittico, uscita dapprima in italiano, a Berlino, nel 1955, per Springer Verlag, poi tradotta in russo nel 1957, e infine in inglese nel 1970 presso la stessa casa editrice (l'opera è ancora pubblicata in formato elettronico). 
Un'altra trattazione generale (Su alcuni problemi di geometria differenziale in grande per gli ovaloidi), edita a Pisa nel 1973, raccolse un ciclo di lezioni da lui tenuto alla Scuola normale superiore, sotto gli auspici dell'Accademia dei Lincei, nell'anno accademico 1971-72.
Nel 1978 e 1979 uscirono a Bologna, tra le «Monografie dell’UMI», i due volumi delle sue Istituzioni di analisi funzionale lineare.

### Opere
- Lezioni di analisi algebrica: Anno accademico 1937-38: R. Università di Genova. Facoltà di Ingegneria, Genova, Sezione editoriale del GUF, 1938
- Problemi di esistenza in analisi funzionale: Anno accademico 1948-49: Scuola normale superiore di Pisa, Pisa, Tip. Tacchi, 1949
- Le soluzioni fondamentali delle equazioni ellittiche, Bologna, N. Zanichelli, 1957
- Istituzioni di matematica, Napoli, Liguori, 1970
- Lezioni di analisi matematica, 2 voll., Napoli, Libreria Treves, 1948 (con successive edizioni e ristampe)
- Equazioni alle derivate parziali di tipo ellittico, Berlin - Heidelberg - New York, Springer Verlag, 1955, MR 0087853, Zbl 0065.08503.
- (EN) Partial differential equations of elliptic type, 2nd revised edition, New York, Springer Verlag, 1970, DOI:10.1007/978-3-642-87773-5, ISBN 978-3-540-04804-6, MR 0284700, Zbl 0198.14101.
- Su alcuni problemi di geometria differenziale in grande per gli ovaloidi: lezioni tenute alla Scuola normale superiore sotto gli auspici dell'Accademia dei Lincei, a.a. 1971-72, ETS-Editrice tecnico scientifica, 1973
- Istituzioni di analisi funzionale lineare, 2 volumi, Napoli, Monografie dell'Unione matematica italiana (UMI), 1978-79
- (a cura di Sergio Spagnolo, Ermanno Lanconelli, Carlo Sbordone, Guido Trombetti), Opere scelte, a cura dell'Unione matematica italiana, Firenze, Edizioni Cremonese, 1992